# Hyles galii
Hyles galii är en fjärilsart som beskrevs av John Borg 1834. Hyles galii ingår i släktet Hyles och familjen svärmare. Inga underarter finns listade i Catalogue of Life.